# Cyclone d'Apia
Pour les articles homonymes, voir Apia (homonymie).
Le cyclone d'Apia est un cyclone tropical qui frappa les îles Samoa et en particulier la baie d'Apia le 16 mars 1889 pendant la crise des Samoa. Alors que différentes puissances coloniales s’affrontaient au XIXe siècle en Océanie, c’est un phénomène naturel qui fut responsable du plus terrible désastre maritime du siècle, envoyant par le fond (ou à la côte) une quinzaine de navires, dont six bateaux militaires américains et allemands. La “bataille” aboutit à un match nul, puisque les deux principaux protagonistes essuyèrent la perte de toute leur flotte, à savoir trois bâtiments chacun.

## Évolution météorologique
La pression atmosphérique commence à tomber les heures précédant la tempête et la population locale rappelle aux marins que la baie a déjà connu un cyclone tropical trois ans auparavant. Le cyclone arrive à partir du 15 avec des vents de plus de 160 km/h.

## Impact
Trois navires de la marine américaine: les USS Vandalia, USS Trenton et USS Nipsic mouillaient depuis le 13 mars dans la baie d'Apia, ainsi que deux canonnières et une corvette de la marine impériale allemande: les SMS Eber, SMS Olga et SMS Adler. Les deux pays s'opposaient à propos de la souveraineté des îles.
En effet, la région était exploitée par des compagnies de plantations allemandes, mais les missions américaines renseignaient la flotte américaine qui fournissait en armement les tribus rebelles, notamment celle commandée par Mataafa Josefo. Le combat du 18 décembre précédent avait fait plus d'une vingtaine de morts chez les fusiliers marins allemands. Un navire britannique, le HMS Calliope était aussi en observation dans la baie et des navires commerciaux naviguaient aux alentours.
Ce sont treize navires en tout qui se réfugient dans la baie avant l'arrivée de la tempête. Les officiers qui sont des marins expérimentés savent que la seule issue est d'atteindre la haute mer. Cependant aucun ne donne - peut-être par fierté nationale - l'ordre de sortir de la baie qui s'ouvre au nord sur le Pacifique, tandis qu'une barrière de corail se trouve au sud. Seul le HMS Calliope qui a des moteurs puissants parvient finalement à sortir.
Lorsque le cyclone vient à frapper, le résultat est catastrophique. Les bateaux sont ancrés les uns à côté des autres et certains ne bougent qu'à la dernière minute. Ils sont jetés les uns contre les autres. L'USS Trenton est jeté contre le rivage dans l'après-midi et échoue sur la barrière de corail à dix heures du soir. L'USS Vandalia s'écrase sur cette même barrière en début d'après-midi. L'USS Nipsic coule devant la plage. Il est renfloué plus tard et réparé. La SMS Olga est projetée à terre, et parvient aussi plus tard à être réparée. Le SMS Adler et le SMS Eber sont pris à l'entrée de la baie par le début du cyclone et s'écrasent l'un contre l'autre avant de couler rapidement en eau profonde. Ce sont eux qui connaissent les plus lourdes pertes et ils sont totalement détruits. Les six navires marchands se trouvant dans la baie sont aussi sévèrement endommagés et réduits à l'état d'épave.
Finalement, ce sont plus de deux cents marins, dont une grande majorité d'Allemands, qui trouvent la mort.

### Un bilan de quinze navires coulés ou échoués
Le cyclone sur Apia fut dévastateur tant en matériels qu’en vies humaines. 51 Américains perdirent la vie, les Allemands déplorant le plus de morts. Deux hommes d’une pilotine du port furent eux aussi tués.
Les bateaux de guerre connaissent les pertes et dommages suivants:
- USS Nipsic (États-Unis): échoué et réparé, 8 morts
- USS Trenton (États-Unis): épave, 1 mort
- USS Vandalia (États-Unis): épave, 43 morts
- SMS Adler (Empire allemand): épave, coule, 96 morts
- SMS Eber (Empire allemand): épave, coule, 73 morts, dont le commandant de bord. Seulement quatre hommes d'équipage et un officier survivent à la catastrophe (cinq hommes de l'équipage se trouvaient à terre pour défendre le consulat allemand)
- SMS Olga (Empire allemand): échoué puis restauré et renfloué
- HMS Calliope (Empire britannique): rescapé

Les bateaux civils connaissent les pertes et dommages suivants:
- La Goélette à trois mâts Azur (navire marchand danois), détruit
- La goélette Peter Godeffroy (navire marchand allemand), détruit
- La goélette à coque en acier Santiago, détruit
- Le cotre Detran, détruit
- Le cotre Vaitele, détruit
- Le ketch Nukunono, détruit
- Le schooner Lily, détruit
- Le schooner Viturnapa, détruit
- Le schooner Opolu, détruit